# Синтисајзер
Синтесајзер (енгл. synthesizer), односно синтетизатор, или клавијатура (енгл. keyboard), електронски је музички инструмент који производи електронски генерисан звук. Синтетизатори производе звук директном манипулацијом електричног напона, математичком манипулацијом одвојених вредности помоћу рачунара (код синтетизатора са софтвером), или комбинацијом обе методе. У коначном стадијуму синтетизатора, напон генерисан синтетизатором производи вибрације у мембранама звучника слушалица. Овај синтетизован звук је у контрасту са снимком природног звука где је механичка енергија звучног таласа трансформисана у сигнал који ће поново бити претворен у механичку енергију приликом репродукције звука (мада семпловање, узорковање, одбирање значајно замућује ову разлику). Постоје и синтетизатори који се свирају помоћу трака и дирки које не спадају у клавијатуре.
Синтетизатори обично имају клавијатуре (дирке) које омогућавају свирање рукама, због чега се често називају клавијатурама. Међутим, интерфејс за ручно свирање не мора да буде клавијатура, нити је строго одређено да синтетизатор мора да свира човек. 
Синтисајзери су у почетку посматрани као авангардни, цењени на психоделичним и контракултурним сценама из 1960-их, али са мало уоченог комерцијалног потенцијала. Switched-On Bach (1968), бестселер албум Бахових композиција које је Венди Карлос аранжирала за синтисајзер, одвео је синтисајзере у мејнстрим. Усвојени су од стране електронских извођача и поп и рок група током 1960-их и 1970-их, а широко су коришћени у року 1980-их. Узорковање, представљено са ферлајт синтисајзером 1979. године, утицало је на све жанрове музике и имало велики утицај на развој електронске и хип хоп музике. Данас се синтисајзер користи у скоро свим музичким жанровима и сматра се једним од најважнијих инструмената у музичкој индустрији. Према часопису Fact из 2016. године, „синтисајзер је важан, и свеприсутан, у модерној музици данашњице као и људски глас“.

## Историја

### Прекурзори
Како је електрична енергија постала широко доступна, почетком 20. века изумљени су електронски музички инструменти, укључујући телхармониум, траутониум, ондес мартенот и теремин. Крајем 1930-их, компанија Хамонд Орган је направила новачорд, велики инструмент који су покретала 72 напонско контролисана појачала и 146 вакумских цеви. Године 1948, канадски инжењер Хју Ле Кејн завршио је електронски сакбат, претечу синтисајзера контролисаних напоном, са осетљивошћу тастатуре која омогућава вибрато, глисандо и контролу напада.
Године 1957. Хари Олсон и Херберт Белар су завршили RCA Марк II синтисајзер звука у RCA лабораторијама у Принстону, Њу Џерси. Инструмент је читао бушену папирну траку која је контролисала аналогни синтисајзер који је садржао 750 вакуумских цеви. Купио га је Центар за електронску музику Колумбија-Принстон, а користио га је скоро искључиво Милтон Бебит, композитор са Универзитета Принстон.

### 1960-те: Ране године
Аутори Analog Days дефинишу „ране године синтисајзера“ да су између 1964. и средине 1970-их, почевши од дебија Муговог синтисајзера.:7 Дизајнирао га је амерички инжењер Роберт Муг. Синтисајзер је био састављен од одвојених модула који су стварали и обликовали звукове, спојени комуникационим кабловима. Муг је развио средство за контролу висине тона преко напона, напонски контролисан осцилатор. Ово, заједно са Муговим компонентама као што су омотачи, генератори шума, филтери и секвенцери, постали су стандардне компоненте у синтисајзерима.

### 1970-те: Преносивост, полифонија и меморија закрпа
Године 1970, Муг је лансирао јефтинији, мањи синтисајзер, минимуг. Минимуг је био први синтисајзер који је продаван у музичким продавницама, и био је практичнији за наступ уживо; стандардизовао је концепт синтисајзера као самосталних инструмената са уграђеним клавијатурама.
Након што су малопродајне продавнице почеле да продају синтисајзере 1971. године, основане су и друге компаније за производњу синтисајзера, укључујући ARP у САД и EMS у Великој Британији. ARP-ови производи су укључивали ARP 2600, који се склапао у торбу и имао уграђене звучнике, и одисеј, ривал минимугу. Јефтиније ЕМС синтисајзере су користили европски арт рок и прогресивни рок бендови, укључујући Брајана Еноа и Пинк Флојд. Дизајн синтисајзера појавио се на аматерском тржишту електронике, као што је „Практични електронски синтисајзер звука”, објављен у Practical Electronics 1973. године. До средине 1970-их, ARP је био највећи светски произвођач синтисајзера, иако је затворен 1981. године.
Рани синтисајзери су били монофони, што значи да су могли да свирају само једну по једну ноту. Неки од најранијих комерцијалних полифоних синтисајзера креирао је амерички инжењер Том Оберхајм, као што је OB-X (1979). Године 1978, америчка компанија Sequential Circuits  објавила је Профит-5, први потпуно програмабилни полифони синтисајзер.:93 Док су претходни синтисајзери захтевали од корисника да подесе каблове и дугмад за промену звука, без гаранције да ће тачно рекреирати звук, Пропфит-5 је користио микропроцесоре за чување звукова у конекционој меморији. Ово је олакшало прелазак са синтисајзера који стварају непредвидиве звукове на производњу „стандардног пакета познатих звукова”.:385

### 1980-те: Дигитална технологија
Тржиште синтисајзера је драматично порасло 1980-их.:57 Године 1982, је уведен MIDI, стандардизовано средство за синхронизацију електронских инструмената; остаје индустријски стандард. Утицајни синтисајзер узорковања, Fairlight CMI, објављен је 1979, са могућношћу снимања и репродукције узорака на различитим висинама. Иако га је висока цена учинила недоступним аматерима, усвојили су га угледни поп музичари, укључујући Кејт Буш и Питера Габријела. Успех ферлајта подстакао је конкуренцију, побољшавајући технологију узорковања и снижавајући цене; рани конкурентски узорци укључивали су Е-му емулатор 1981. године и Акај С-серију 1985. године.
Године 1983, Јамаха је објавила први комерцијално успешан дигитални синтисајзер, Yamaha DX7. На основу синтезе фреквенцијске модулације (FM) коју је развио инжењер са Универзитета Станфорд Џон Чаунинг, DX7 остаје један од најпродаванијих синтисајзера у историји и био је први синтисајзер који је продао преко 100.000 јединица.:57 Широко је коришћен у поп музици 1980-их. У поређењу са „топлим“ и „замућеним“ звуцима аналогне синтезе, DX7 су карактерисали „оштри“, „стаклени“ и „хладни“ звуци. Дигитални синтисајзери су обично садржали унапред подешене звукове који емулирају акустичне инструменте, са алгоритмима контролисаним помоћу менија и дугмади. Синклавиер, дигитални синтисајзер направљен са FM  технологијом лиценцираном од Јамахе, нудио је функције као што су 16-битно узорковање и уграђено дигитално снимање. Са почетном ценом од 13.000 долара, његова употреба била је ограничена на универзитете, студије и богате уметнике.